# Kim Schneider
Kim „Kimmy“ Beatrix Schneider (* 1. Dezember 2003 in Herford) ist eine deutsche Fußballspielerin.

## Karriere

### Vereine
Schneider begann für den im Herforder Stadtteil Elverdissen ansässigen Mehrspartensportverein TV Elverdissen mit dem Fußballspielen – gemeinsam mit Jungen. Im weiteren Verlauf gehörte sie dem in Bad Salzuflen ansässigen TuS Ahmsen als Spielerin an. Von 2017 bis 2019 spielte sie für den Herforder SV in der B-Juniorinnen-Regionalliga West; in dieser Zeit erzielte sie fünf Tore in 18 Punktspielen. In der Saison 2019/20 kam sie in dieser Spielklasse in 15 Punktspielen für Arminia Bielefeld zum Einsatz, in denen ihr fünf Tore gelangen.
Zur Saison 2020/21 rückte sie in die erste Mannschaft auf, für die sie in der Staffel Nord der 2. Bundesliga in allen 16 Saisonspielen zum Einsatz kam. Ihr Debüt im Seniorinnenbereich gab sie zum Saisonstart am 4. Oktober 20020 bei der 0:1-Niederlage im Heimspiel gegen Borussia Mönchengladbach über 90 Minuten. Mit dem Abstieg ihrer Mannschaft am Saisonende in die Regionalliga West wurde sie in dieser Spielklasse in 28 Punktspielen eingesetzt. Am 5. September 2021 (2. Spieltag) – bei der 2:3-Niederlage im Auswärtsspiel gegen den 1. FC Köln II – erzielte sie mit dem Treffer zum Endstand in der 80. Minute ihr erstes von zehn Toren im Seniorinnenbereich.
Mit ihrem Abschluss am Königin-Mathilde-Gymnasium Herford begab sie sich in die Vereinigten Staaten nach Miami im Bundesstaat Florida. An der Florida International University, einer staatlichen Universität im Miami-Dade County, schrieb sie sich für ein Studium in Psychologie ein. Für das Sport-Team der Bildungseinrichtung, die Golden Panthers, bestritt sie in den Spielzeiten 2022 und 2023 28 Meisterschaftsspiele in der  Conference USA (CUSA) in der NCAA Division I, in denen sie acht Tore erzielte.
Nach Deutschland zurückgekehrt, wurde sie am 26. Januar 2024 als vierter Neuzugang des 1. FFC Turbine Potsdam für die Rückrunde der Saison 2023/24 auf der Website vorgestellt. In der Rückrunde verpasste sie lediglich ein Spiel von 13, erzielte sieben Tore und trug zur Meisterschaft in dieser Spielklasse, verbunden mit dem Aufstieg in die Bundesliga, bei. In dieser Spielklasse debütierte sie zum Saisonstart am 30. August 2024 bei der 0:2-Niederlage im Heimspiel gegen den FC Bayern München mit Einwechslung für Alisa Grincenco in der 58. Minute.
Zur Saison 2025/2026 verließ sie Potsdam und schloss sich dem Ligakonkurrenten SC Sand in der 2. Frauen-Bundesliga an.

### Auswahlmannschaft
Schneider kam als Spielerin der Auswahlmannschaft des Fußball- und Leichtathletik-Verbandes in den Altersklassen U14 und U16 in den Turnieren um den DFB-Länderpokal an der Sportschule Wedau in Duisburg 2017 in drei und 2019 in vier Spielen zum Einsatz. 

## Erfolge
- Zweitligameister 2024 und Aufstieg in die Bundesliga